# منتخب ألمانيا لهوكي الحقل للرجال
منتخب ألمانيا الوطني لهوكي الحقل للرجال (بالألمانية: Deutsche Hockeynationalmannschaft der Herren)‏ هو ممثل ألمانيا الرسمي في المنافسات الدولية في هوكي الحقل .